# Linge
Linge je reka v nizozemski regiji Betuwe, ki je dolga 99,8 km, zaradi česar je ena najdaljših rek, ki v celoti tečejo znotraj Nizozemske.
Reka se začne v bližini vasi Doornenburg blizu nemške meje. Legenda pravi, da če prašiči ne bodo več iskali hrane na gradu Doornenburg, bo reka presahnila. Linge teče v Zoelen, majhno vas severno od Tiela, od tam pa vijuga proti zahodu skozi Betuwe, in se končno izliva v Boven Merwede blizu Gorinchema. Do Geldermalsena je reka komaj kaj več kot majhen, kanaliziran potok. Od Geldermalsena naprej pa je videti kot prava reka skupaj z nasipi in majhnimi poplavnimi ravnicami. Linge ponuja idilične točke v starih mestih, kot sta Asperen in Leerdam, saj je slikovito mestno obzidje še vedno na bregovih reke.
Reka je bila nekoč krak reke Waal, ki je bila odrezana pri Tielu leta 1307 ali tam okoli (nekaj sledi tega je še vedno mogoče videti). Reka je plovna za manjša plovila in je priljubljena destinacija za navtike. Bregovi reke so pomembna gnezdišča vodnih ptic.
Ta reka je bila v starih časih pomembna trgovska pot. To vlogo sta pozneje prevzeli reki Ren in Waal.
Pretok reke Linge je odvisen od dveh dejavnikov: količine vode, ki jo prepušča kanal Pannerdensch, in količine dežja, ki je padla v povodju reke Linge. Povprečni pretok Linge je 7 m³/s, od tega 4 m³/s iz kanala Pannerdensch. V poletnih mesecih je vodostaj v kanalu Pannerdensch lahko prenizek za zajem vode v Linge, tako da lahko pretok včasih več mesecev znaša 0 m³/s. Uprava za vode želi zamenjati ali obnoviti plavajoča črpališča, ki lahko črpajo tudi pri tako nizkih nivojih vode. Iztok več kot 10 m³/s je redek. V zelo namočenih obdobjih pa lahko pretok prehodno naraste na več deset kubičnih metrov na sekundo. Največja zmogljivost črpališča Linge (ali Gemaal mr. dr. G. Kolff , ki izpušča vodo iz Linge v Merwede) je 60 m³/s – vendar se to v praksi nikoli ne doseže. Obstaja črpališče Kuijk v bližini Randwijka, v Spodnji Ren) in črpalna postaja Van Beunigen v bližini kanala Amsterdam-Ren imata tudi možnosti sekundarnega izpusta za zelo mokra obdobja. Ko je voda v kanalu Pannerdensch Kanaal dovolj visoka za daljše časovno obdobje za zadosten vstopni pretok brez podpore črpalke, se plavajoča črpalna postaja odvleče v pristanišče v Arnhemu, da se prepreči nevarnost poškodb in zmanjšajo motnje za ladijski promet.

## Fotogalerija
- Dotok, gledano iz nasipa
- Linge pri Gendtu
- Linge pri Zettenu
- Linge pri Geldermalsen
- Stari železniški most čez Linge pri Trichtu
- Linge pri Beesd
- Linge v Gorinchemu
- Linge pri Kedichemu